# Pełyniwka
Pełyniwka (ukr. Пелинівка) – wieś na Ukrainie, w obwodzie winnickim, w rejonie czerniweckim, nad Buszanką. W 2001 roku liczyła 338 mieszkańców.